# Vegard Høidalen
Vegard Høidalen (Skien, 10 mei 1971) is een beachvolleyballer uit Noorwegen. Samen met Jørre Kjemperud werd hij eenmaal Europees kampioen en won hij een bronzen medaille bij de wereldkampioenschappen. Daarnaast nam hij deel aan twee opeenvolgende Olympische Spelen.

## Carrière

### 1995 tot en met 2000
Høidalen debuteerde in 1995 met Jarle Huseby in de FIVB World Tour. Het tweetal deed mee aan zeven toernooien met een zeventiende plaats in Busan als beste resultaat. Vervolgens wisselde hij van partner naar Jørre Kjemperud – met wie hij het gros van zijn carrière zou blijven spelen. Høidalen en Kjemperud waren datzelfde seizoen nog actief op vijf toernooien. In 1996 kwamen ze bij zes toernooien op het mondiale niveau tot een dertiende plaats op Tenerife. Het jaar daarop werden ze in Riccione Europees kampioen door hun landgenoten Jan Kvalheim en Bjørn Maaseide in de finale te verslaan. Daarnaast namen ze deel aan de eerste wereldkampioenschappen in Los Angeles; het duo werd in de eerste ronde uitgeschakeld door de Brazilianen Zé Marco en Emanuel Rego. In de World Tour speelden ze verder tien wedstrijden waarbij drie negende plaatsen werden behaald (Berlijn, Lignano en Marseille). In 1998 deden Høidalen en Kjemperud mee aan dertien internationale toernooien. In Berlijn boekten ze hun eerste – en enige – overwinning in de World Tour en in Mar del Plata behaalden ze een negende plaats. Bij de EK in Rodos wonnen de titelverdedigers het brons.
Het daaropvolgende seizoen kwamen ze bij de EK in Palma niet verder dan een negende plaats. Bij de WK in Marseille werd de eerste wedstrijd van het Portugese duo João Brenha en Miguel Maia verloren, waarna Høidalen en Kjemperud de volgende wedstrijd werden uitgeschakeld door de Amerikanen Bill Boullianne en Ian Clark. In de mondiale competitie kwamen ze bij twaalf toernooien tot een zevende plaats in Mar del Plata en een negende plaats in Stavanger. In 2000 deed het tweetal in aanloop naar de Olympische Spelen in Sydney mee aan dertien toernooien in de World Tour. Daarbij behaalden ze onder meer een tweede plaats (Marseille), drie vierde plaatsen (Macau, Klagenfurt en Oostende) en een vijfde plaats (Chicago). In Sydney verloren ze de achtste finale van de latere olympisch kampioenen Dain Blanton en Eric Fonoimoana en eindigden ze op een gedeelde negende plaats. Na afloop behaalden ze hetzelfde resultaat bij het Open-toernooi van Vitória. Bovendien wonnen Høidalen en Kjemperud in Getxo de bronzen medaille bij de EK ten koste van Dmitri Karasev en Sergej Sajfoelin uit Rusland.

### 2001 tot en met 2004
Het jaar daarop wonnen ze bij de EK opnieuw het brons door het Oostenrijke duo Clemens Doppler en Peter Gartmayer in de troostfinale te verslaan. Bij de WK in Klagenfurt bereikte het duo de halve finale die verloren werd van de Brazilianen Ricardo Santos en José Loiola; in de wedstrijd om het brons waren Høidalen en Kjemperud te sterk voor het Amerikaanse tweetal Christian McCaw en Robert Heidger. In de World Tour was het duo verder actief op tien toernooien, waarbij onder meer twee vijfde (Stavanger en Espinho) en drie zevende plaatsen (Berlijn, Marseille en Mallorca) werden behaald. Daarnaast deed Høidalen met Maaseide mee aan de Goodwill Games in Brisbane. In 2002 namen Høidalen en Kjemperud deel aan tien toernooien in de mondiale competitie. Ze kwamen daarbij tot een derde plaats in Klagenfurt en een vijfde plaats in Stavanger. Daarnaast wonnen ze voor de derde keer op rij de bronzen medaille bij de EK in Bazel, ditmaal ten koste van Doppler en Nik Berger uit Oostenrijk.
Het daaropvolgende seizoen speelden ze in aanloop naar de WK in Rio de Janeiro negen wedstrijden in de World Tour. Ze behaalden daarbij onder meer een tweede plaats in Espinho en vijfde plaatsen in Rodos, Berlijn en Marseille. In Rio bereikte het duo de achtste finale die verloren werd van Brenha en Maia. Bij de EK in Alanya kwamen ze ook niet verder dan een negende plaats, nadat de achtste finale verloren werd van de Letten Jānis Grīnbergs en Austris Stals. In 2004 deden Høidalen en Kjemperud met wisselend succes mee aan twaalf mondiale toernooien; in Espinho en Stare Jabłonki werden ze respectievelijk tweede en derde en bij de overige tien toernooien kwamen ze niet verder dan een dertiende of zeventiende plaats. Bij de EK in Timmendorfer Strand eindigden ze als negende nadat ze door het Duitse duo David Klemperer en Niklas Rademacher in de achtste finale werden uitgeschakeld. Bij de Olympische Spelen in Athene was de achtste finale eveneens het eindstation; deze werd verloren van de latere kampioenen Ricardo en Emanuel. Na afloop van de Spelen gingen Høidalen en Kjemperud uit elkaar. Høidalen speelde in september nog een wedstrijd in Rio met Espen Gøranson.

### 2005 tot heden
Van 2005 tot halverwege 2006 partnerde Høidalen met Terje Oevergaard. Het eerste seizoen deed het tweetal mee aan acht reguliere FIVB-toernooien waarbij het niet verder kwam dan de zeventiende plaats. Bij de WK in Berlijn verloren ze de eerste wedstrijd van de Nederlanders Emiel Boersma en Richard de Kogel waarna ze in de wedstrijd daarop werden uitgeschakeld door Javier Pineda Luna en Juan Claudio Garcia Thompson uit Spanje. Bij de EK verloren ze in de eerste ronde van Leonid Kalinine en Pavel Karpoetjin en werden ze in de tweede ronde van de herkansing uitgeschakeld door het Kazachse duo Aleksandr Djatsjenko en Aleksej Koelinitsj. In 2006 speelde Høidalen nog vijf wedstrijden met Oevergaard waarna hij van partner wisselde naar Kjell Arne Gøranson. Het duo nam dat jaar nog deel aan vier toernooien in de World Tour waarbij het niet verder kwam dan een vijf-en-twintigste plaats. Het seizoen daarop deden Høidalen en Gøranson mee aan de WK in Gstaad; het tweetal bereikte de zestiende finale waar Ricardo en Emanuel te sterk waren. In de internationale competitie waren ze verder actief op tien toernooien met een negende plaats in Stavanger als beste resultaat. Daarnaast nam Høidalen met Kjemperud deel aan de EK in Valencia.
In 2008 speelden Høidalen en Gøranson negen wedstrijden in de World Tour met een negende plaats in Zagreb als beste resultaat. In november dat jaar vormde Høidalen opnieuw een team met Kjemperud. In de twee daaropvolgende seizoenen kwamen ze bij 21 reguliere toernooien in de mondiale competitie niet verder dan de zeventiende plaats. Bij de WK in eigen land in 2009 bereikten ze de zestiende finale die verloren werd van de Oostenrijkers Florian Gosch en Alexander Horst. In 2011 partnerde Høidalen met Geir Eithun. Het duo deed mee aan zes FIVB-toernooien en behaalde daarbij een negende plaats in Stavanger. Daarnaast namen ze deel aan de EK in Kristiansand waar ze in de tussenronde werden uitgeschakeld door het Letse tweetal Mārtiņš Pļaviņš en Jānis Šmēdiņš. Het seizoen daarop deed Høidalen met Øivind Hordvik mee aan drie wedstrijden in de World Tour en nam hij deel aan de EK in Scheveningen – waar ze na drie nederlagen in de groepsfase strandden. In Klagenfurt speelde hij zijn laatste wedstrijd op mondiaal niveau. Sinds 2013 is Høidalen voornamelijk actief in het nationale en Scandinavische beachvolleybalcircuit waar hij met verschillende partners – waaronder Kjemperud – heeft gespeeld.

## Palmares
Kampioenschappen
- 1997:  EK
- 1998:  EK
- 2000:  EK
- 2000: 9e OS
- 2001:  WK
- 2001:  EK
- 2002:  EK
- 2003: 9e WK
- 2004: 9e OS

FIVB World Tour
- 1998:  Berlijn Open
- 2000:  Marseille Open
- 2002:  Grand Slam Klagenfurt
- 2003:  Espinho Open
- 2004:  Espinho Open
- 2004:  Stare Jabłonki Open